# Sinplus
 (décembre 2011).
Si vous disposez d'ouvrages ou d'articles de référence ou si vous connaissez des sites web de qualité traitant du thème abordé ici, merci de compléter l'article en donnant les références utiles à sa vérifiabilité et en les liant à la section « Notes et références ».
Sinplus, est un groupe de rock suisse, originaire du canton du Tessin, composé de deux frères, Ivan et Gabriel Broggini.
Le groupe a représenté la Suisse au Concours Eurovision de la chanson 2012 à Bakou, mais n'a pas été qualifié pour la finale.

## Biographie
Le duo Sinplus est formé par les frères Ivan et Gabriel Broggini, tous deux musiciens, qui grandirent en écoutant du Queen, du Bob Marley et du U2.
Ivan dès le début était à la guitare. Gabriel, quant à lui, était au clavier et à la batterie, avant de prendre également la guitare, et de se découvrir une passion pour le chant. Les deux frères décident de joindre leurs forces et de donner au projet de Sinplus, le premier single « sans identité » entre dans les charts et leur musique est diffusée par plusieurs stations de télévision, y compris Viva.
Les deux frères enregistrent ensuite une autre EP, « Happy and Free ». La même année les frères écrivent « Shoot », une chanson qui est devenue l'un des hymnes du championnat du monde de hockey en 2009.
Le 10 décembre 2011, il est choisi lors d'une finale nationale pour représenter la Suisse au Concours Eurovision de la chanson 2012 à Bakou, en Azerbaïdjan avec la chanson Unbreakable (Incassable). Ils échouent cependant en demi-finale.